# Marco Guglielmi
Pour les articles homonymes, voir Guglielmi.
Marco Guglielmi (né le 6 octobre 1928 à San Remo, dans la province d'Imperia, en Ligurie, et mort le 28 décembre 2005 à Rome) est un acteur et scénariste italien.

## Biographie
Né à Sanremo, après avoir vécu à Latina à partir de 1940, il s'est installé à Rome après la guerre pour suivre des cours d'art dramatique au Centro sperimentale di cinematografia (Centre expérimental de cinématographie), obtenant son diplôme en 1953, alors qu'il avait déjà participé à quelques films dans de petits rôles.
Acteur également présent sur les scènes de théâtre, il travaille avec une certaine continuité dans le domaine des photoreportages de l'époque, pour s'engager à partir de la fin des années 1950 dans les dramatiques télévisées de la RAI, jouant aussi bien dans des comédies que dans des drames, dont Joe Petrosino (1972), et la série Avventure di mare e di costa dirigée par Giorgio Moser.
Elle a notamment joué dans le photoreportage de Dante Guardamagna "Adios, Lolita" avec Mimma Di Terlizzi, Germano Longo, Claudia De Rossi ("I romanzi di Sogno" no 138, 1er juin 1962).
Il meurt à Rome en 2005, après avoir participé à près de 80 films.

## Filmographie

### Acteur
Cinéma
- 1952 : Eran trecento... (aussi La spigolatrice di Sapri) de Gian Paolo Callegari
- 1954 : Divisione Folgore de Marco Guglielmi : 1st Lieutnant Corsini
- 1954 : Attila, fléau de Dieu (Attila) de Pietro Francisci : Kadis
- 1954 : L'Art de se débrouiller (L'arte di arrangiarsi) de Luigi Zampa  : L'avocat Giardini
- 1954 : Du sang dans le soleil (Proibito) de Mario Monicelli : Mareddu
- 1955 : Les Égarés (Gli sbandati) de Francesco Maselli : officier des soldats éparpillés
- 1955 : Destinazione Piovarolo de   Domenico Paolella
- 1955 : Le Souffle de la liberté (Andrea Chénier) de Clemente Fracassi : Pubblico accusatore
- 1956 : Una voce una chitarra e un pò di luna (it) de Giacomo Gentilomo : Don Pietro
- 1957 : La canzone più bella d'Ottorino Franco Bertolini
- 1957 : Dimentica il mio passato (es) d'Eduardo Manzanos Brochero et Primo Zeglio
- 1957 : Les Fiancés de la mort (I fidanzati della morte) de Romolo Marcellini
- 1957 : La canzone del destino (it) de Marino Girolami
- 1958 : Adorabili e bugiarde (it) de Nunzio Malasomma : Nando
- 1958 : Le Gendarme, le Voleur et la Bonne (Guardia, ladro e cameriera) de   Steno : Franco
- 1958 : Sérénade au canon (Pezzo, capopezzo e capitano) de Wolfgang Staudte : Alberto
- 1959 : Un seul survivra (Vite perdute) de Roberto Mauri et Adelchi Bianchi : Toni
- 1959 : Sursis pour un vivant (Pensione Edelweiss) d'Ottorino Franco Bertolini et Victor Merenda : Le peintre
- 1959 : R.P.Z. appelle Berlin (Geheimaktion schwarze Kapelle) de Ralph Habib
- 1960 : L'Esclave du pharaon (Giuseppe venduto dai fratelli) d'Irving Rapper et Luciano Ricci : Judah
- 1960 : Les Nuits de Raspoutine (L'ultimo zar) de Pierre Chenal
- 1960 : Cavalcata selvaggia de Piero Pierotti
- 1960 : La Terreur du masque rouge (Terrore della maschera rossa)  de Luigi Capuano : Ivano
- 1960 : Il principe fusto de Maurizio Arena
- 1960 : Les Aventuriers du Rio Negro (Gli avventurieri dei tropici) de Sergio Bergonzelli
- 1960 : Les Dents du diable (The Savage Innocents) de Nicholas Ray : un missionnaire
- 1962 : Le Moulin des supplices (Il mulino delle donne di pietra) de   Giorgio Ferroni : Ralf
- 1962 : Tempo di credere d'Antonio Racioppi
- 1962 : Luciano, una vita bruciata de Gian Vittorio Baldi
- 1962 : Le Monstre aux yeux verts (I pianeti contro di noi) : Capitaine Carboni
- 1962 : Le Péché (Noche de verano) de Jorge Grau : Enrique
- 1962 : Der Teppich des Grauens d'Harald Reinl : Inspector Webster
- 1962 : Journal intime (Cronaca familiare) de Valerio Zurlini
- 1962 : Le Corsaire de la reine (Il dominatore dei sette mari) de Rudolph Maté et Primo Zeglio : Fletcher
- 1963 : Vénus impériale (Venere imperiale) Jean Delannoy : Junot
- 1964 : La Rancune (The Visit) de Bernhard Wicki : Chesco
- 1965 : Una sporca guerra de Dino Tavella
- 1965 : Berlin, opération 'Laser' (Berlino - Appuntamento per le spie) de Vittorio Sala : Kurt
- 1966 : New York appelle Superdragon (New York chiama Superdrago) de Giorgio Ferroni : Prof. Kurge
- 1967 : On ne meurt qu'une fois (Si muore solo una volta) de Giancarlo Romitelli : John Malsky
- 1967 : Estouffade à la Caraïbe de Jacques Besnard : Dietrich
- 1967 : Un homme, un cheval et un pistolet (Un uomo, un cavallo, una pistola) de  Luigi Vanzi : le prêcheur
- 1967 : Bandidos de Massimo Dallamano : Kramer
- 1968 : Pas folles, les mignonnes (Le dolci signore) de Luigi Zampa : le mari d'Esmerelda
- 1968 : Saludos hombre (Corri uomo corri) de Sergio Sollima : Colonel Michel Sévigny
- 1969 : La Bataille d'El Alamein (La battaglia di El Alamein) de Giorgio Ferroni
- 1969 : Revenge (en) de Pino Tosini
- 1969 : La bataille de El Alamein (La battaglia di El Alamein) : Capitaine Hubert
- 1969 : Un amour à trois (Plagio) de Sergio Capogna
- 1969 : Les héros ne meurent jamais (Probabilità zero) de Maurizio Lucidi : Capitaine Kreuz
- 1971 : Un gioco per Eveline de Marcello Avallone
- 1972 : La tecnica e il rito (it) de Miklós Jancsó
- 1972 : Georgina, la nonne perverse (it) (Cristiana monaca indemoniata) de Sergio Bergonzelli : Prof. Paolo
- 1973 : Le Conseiller du parrain (La legge della Camorra) de Demofilo Fidani : Don Calogero Micheli
- 1973 : 24 ore... non un minuto di più (it) de Franco Bottari : General Perez
- 1974 : Comment tuer un juge (Perché si uccide un magistrato) de   Damiano Damiani : Procuratore Alberto Traini-Luis
- 1974 : Les Derniers Jours de Mussolini (Mussolini: Ultimo atto) de Carlo Lizzani
- 1974 : Les Polissonnes excitées (La minorenne) de   Silvio Amadio
- 1976 : Gli amici di Nick Hezard de   Fernando Di Leo : Will Leffern
- 1977 : Candido erotico (en) de Claudio Giorgi : Paul
- 1977 : Le Cynique, l'Infâme et le Violent (|Il cinico, l'infame, il violento) d'Umberto Lenzi : Marchetti, Di Maggio's lawyer
- 1978 : La Grande Bataille (Il grande attacco) d'Umberto Lenzi : British general
- 1981 : La guerra sul fronte Est d' Amerigo Anton
- 1989 : Un uomo di razza de Bruno Rasia : Tommasi
- 1992 : Blu notte de Giorgio Serafini

Télévision
- 1962 : I Giacobini d'Edmo Fenoglio (it) : Lazare Carnot
- 1966 : Avventure di mare e di costa
- 1967 : Dossier Mata Hari
- 1969 : Il triangolo rosso (en)
- 1971 : I racconti di Padre Brown : Leonard Quinton
- 1972 : Joe Petrosino
- 1976 : Dov'è Anna?
- 1976 : Rosso veneziano
- 1976 : Camilla
- 1977 : Lo scandalo della banca romana
- 1979 : Accadde ad Ankara
- 1989 : La Grande Cabriole

### Scénariste
- 1960 : Il principe fusto de Maurizio Arena